# سان إيسيدرو (كانتون)
سان إيسيدرو (بالإسبانية: San Isidro)‏ هو الكانتون السادس في محافظة إيريذيا في كوستاريكا، تم تأسيسه قانونيًا في 13 تموز 1905. وتبلغ مساحته تقريبًا 26.96 كم مربع. وبحسب إحصائيات عام 2003، فإن عدد سكانه حوالي 17.037 نسمة. المدينة الرئيسية للكانتون هي سان إيسيدرو. يقع الكانتون في شمال شرق مرتفعات مدينة إيريذيا. ويشكل نهر بارا بلانكا حدوده الشمالية الشرقية.

## المقاطعات
يتألف كانتون سان إيسيدرو من أربعة مقاطعات و هي :
1. سان إيسيدرو
2. سان خوسيه
3. كونسبسيون
4. سان فرانسيسكو